# Една Керн
Една Керн (англ. Edna Kern; 14 жовтня 1900 — 20 січня 2016) — американська довгожителька, чий вік підтверджено Групою геронтологічних досліджень (GRG). На момент смерті вона була 2-ю найстарішою живою людиною в США та була 5-ю найстарішою живою у світі після Сюзанни Мушатти Джонс, Емми Морано, Вайолет Браун та Набі Тадзіми. Також на момент смерті вона входила в топ 45 найстаріших коли небудь підтверджених людей у світі. Померла у віці 115 років, 98 днів.

## Біографія
Една Керн народилася 14 жовтня 1900 року в Сан-Франциско, штат Каліфорнія, США, в родині швейцарського походження. Вона була найстаршою дитиною в сім'ї.
Вона була двічі одружена, але сама вона не мала дітей. У 2007 році вона переїхала до Невади, США.
Една Керн померла 20 січня 2016 року в штаті Невада, США, у віці 115 років і 98 днів. Ії вік офіційно був підтверджений GRG тільки 13 вересня 2023 року.